# Jorge Carrascosa
Jorge Carrascosa (Valentín Alsina, 15 augustus 1948) is een voormalig Argentijnse voetballer. 
Carrascosa begon zijn carrière bij Banfield en maakte in 1970 de overstap naar Rosario Central. Onder leiding van trainer Ángel Labruna behaalde Rosario in 1971 zijn eerste landstitel. Vanaf 1973 ging hij spelen voor Huracán, dat dat jaar de titel pakte in de Metropolitano. De club beleefde in deze tijd zijn glorieperiode en eindigde ook de volgende seizoenen in de bovenste regionen. 
Vanaf 1970 was hij ook international en in 1974 stond hij met zijn land op het WK, maar kon hier geen potten breken. 